# Matías Fernández-Pardo
Matías Fernández-Pardo, né le 3 février 2005 à Bruxelles en Belgique, est un footballeur belge qui joue au poste d'attaquant au LOSC Lille.
Il possède également les nationalités espagnole et italienne.

## Biographie

### En club

#### Jeunesse et formation
Né à Bruxelles en Belgique, Matías Fernández-Pardo joue d'abord au RSC Anderlecht, puis au KV Malines, avant de rejoindre le club français du LOSC Lille en 2014,.

#### Débuts en Belgique
En 2020, il rentre dans son pays natal pour terminer sa formation et commencer sa carrière professionnelle à La Gantoise, en championnat de Belgique.
Il dispute ses premières minutes avec l'équipe première du club le 9 mars 2023, lorsqu'il remplace Hugo Cuypers à la 85e minute d'une rencontre qui s'achève sur partage un but partout, en huitième de finale de la Ligue Conférence face à l'Istanbul Başakşehir.
Il s'impose comme titulaire lors de la saison suivante et en tant que révélation de son équipe, à la faveur de huit buts sur les douze derniers matches de championnat, attirant dès lors l'intérêt de nombreux clubs étrangers,.

#### Retour à Lille
Courtisé, entre autres, par l'AS Roma, l'AC Milan, le Bayer Leverkusen et, à la faveur notamment de son passeport espagnol, la Real Sociedad, Fernández-Pardo rejoint finalement le LOSC, le 30 août 2024, signant un contrat de cinq ans avec le club qu'il avait quitté quatre ans auparavant. Le montant du transfert est estimé à dix millions d'euros, hors bonus,,.
Le 18 septembre 2024, il joue son premier match de Ligue des champions, remplaçant Jonathan David à la 64e minute d'une défaite 2-0 en déplacement au Sporting Portugal, pour qui son compatriote Zeno Debast s'illustre à la marque.

### En sélections nationales
Matías Fernández-Pardo est international belge en équipes de jeunes dès les moins de 15 ans jusqu'aux moins de 19 ans,,.
Jouissant d'une triple nationalité, Fernández-Pardo est également éligible pour représenter l'Espagne ou l'Italie mais il tranche en faveur de la Roja fin 2024.

## Statistiques

### En club
| Saison                | Club                  | Championnat           | Championnat | Championnat | Championnat | Coupe(s) nationale(s) | Coupe(s) nationale(s) | Coupe(s) nationale(s) | Compétition(s) continentale(s) | Compétition(s) continentale(s) | Compétition(s) continentale(s) | Compétition(s) continentale(s) | Autres compétitions | Autres compétitions | Autres compétitions | Autres compétitions | Total | Total | Total |
| Saison                | Club                  | Division              | M.          | B.          | P.d.        | M.                    | B.                    | P.d.                  | Comp.                          | M.                             | B.                             | P.d.                           | Comp.               | M.                  | B.                  | P.d.                | M.    | B.    | P.d.  |
| 2022-2023             | Jong KAA Gent         | Nationale 1           | 26          | 2           | 0           | -                     | -                     | -                     | -                              | -                              | -                              | -                              | -                   | -                   | -                   | -                   | 26    | 2     | 0     |
| 2023-2024             | Jong KAA Gent         | Nationale 1           | 12          | 2           | 0           | -                     | -                     | -                     | -                              | -                              | -                              | -                              | -                   | -                   | -                   | -                   | 12    | 2     | 0     |
| Sous-total            | Sous-total            | Sous-total            | 38          | 4           | 0           | -                     | -                     | -                     | -                              | -                              | -                              | -                              | -                   | -                   | -                   | -                   | 38    | 4     | 0     |
| 2022-2023             | KAA La Gantoise       | Division 1A           | 1           | 0           | 0           | -                     | -                     | -                     | C4                             | 1                              | 0                              | 0                              | PO2                 | 0                   | 0                   | 0                   | 2     | 0     | 0     |
| 2023-2024             | KAA La Gantoise       | Division 1A           | 5           | 1           | 0           | -                     | -                     | -                     | C4                             | 3                              | 0                              | 0                              | PO2+BE              | 10+1                | 7+0                 | 2+0                 | 19    | 8     | 2     |
| 2024-2025             | KAA La Gantoise       | Division 1A           | 3           | 1           | 0           | -                     | -                     | -                     | C4                             | 4                              | 1                              | 0                              | PO1                 | -                   | -                   | -                   | 7     | 2     | 0     |
| Sous-total            | Sous-total            | Sous-total            | 9           | 2           | 0           | -                     | -                     | -                     | -                              | 8                              | 1                              | 0                              | -                   | 11                  | 7                   | 2                   | 28    | 10    | 2     |
| 2024-2025             | LOSC Lille            | Ligue 1               | 22          | 4           | 3           | 1                     | 0                     | 0                     | C1                             | 7                              | 0                              | 1                              | -                   | -                   | -                   | -                   | 30    | 4     | 4     |
| 2025-2026             | LOSC Lille            | Ligue 1               | 1           | 0           | 0           | -                     | -                     | -                     | C3                             | -                              | -                              | -                              | -                   | -                   | -                   | -                   | 1     | 0     | 0     |
| Sous-total            | Sous-total            | Sous-total            | 23          | 4           | 3           | 1                     | 0                     | 0                     | -                              | 7                              | 0                              | 1                              | -                   | -                   | -                   | -                   | 31    | 4     | 4     |
| Total sur la carrière | Total sur la carrière | Total sur la carrière | 70          | 10          | 3           | 1                     | 0                     | 0                     | -                              | 15                             | 1                              | 1                              | -                   | 11                  | 7                   | 2                   | 97    | 18    | 6     |